# George Snedecor
George Waddel Snedecor (Memphis (Tennessee), 20 oktober 1881 - Amherst (Massachusetts), 15 februari 1974) was een Amerikaanse wiskundige en statisticus.  Snedecor leverde bijdragen aan de ontwikkeling van variantie-analyse, data-analyse, proefopzetten (experimental design) en statistische methodologie.  De Snedecors F-verdeling en de George W. Snedecor Award van de American Statistical Association zijn naar hem genoemd.
Snedecor richtte de eerste universitaire leerstoel voor statistiek op in Verenigde Staten, aan de Iowa State University en richtte daar ook het eerste laboratorium voor statistiek op. Hij was een pionier op het gebied van de moderne toegepaste statistiek. Een in 1938 uitgegeven boek Statistical Methods werd een belangrijk naslagwerk: uit een overzicht in 1970 van citaten in gepubliceerde wetenschappelijke artikelen blijkt aan dat Snedecors Statistical Methods het meest geciteerde boek was.
Snedecor kreeg eredoctoraten van de North Carolina State University in 1956 en van de Iowa State University in 1958.
De Snedecor Hall aan de Iowa State University, gebouwd in 1939, is de thuisbasis van de leerstoel statistiek.
Snedecor werd geboren in Memphis, Tennessee, in een sociaal vooraanstaand en politiek invloedrijk gezin, uit een Prebyteriaanse familie van zuidelijk democraten. Snedecor groeide op in Florida en Alabama waar zijn vader, die advocaat was, met vrouw en kinderen naartoe verhuisde om te voldoen aan een persoonlijke en radicale religieuze roeping om de armen het evangelie te verkondigen en hen te onderwijzen.  George was de kleinzoon van Bedford Mitchell Estes, advocaat in Memphis, de zoon van Emily Alston Estes en James G. Snedecor, en neef van Ione Estes Dodd en William J. Dodd, de bekende architect uit het midwesten.

## Publicaties
- Calculation and interpretation of analysis of variance and covariance (1934)
- Statistical methods applied to experiments in agriculture and biology (1938)